# Bufê

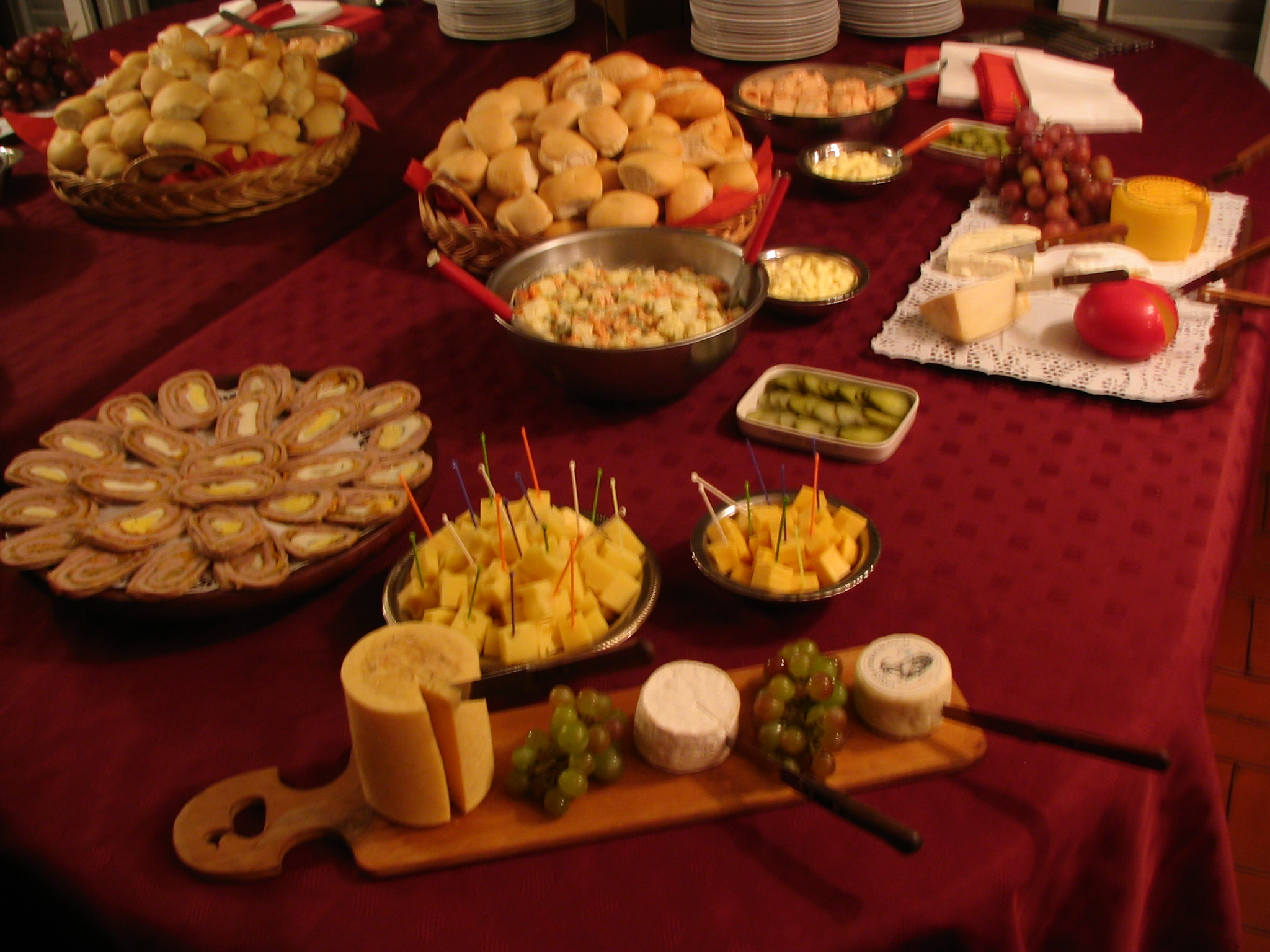
Um exemplo de bufê

Bufê ou bufete (ê) (do francês buffet) é uma forma de servir comida a uma grande quantidade de pessoas. De maneira geral, a comida é exposta em uma ou mais mesas para que o consumidor se sirva sozinho em uma ou mais passagens. Pode, também, significar mesa para servir iguarias, bebidas etc., em casamentos, bailes, coquetéis e outras reuniões, serviços de iguarias, conjunto de iguarias, ou o compartimento onde se servem comidas e bebidas, tal como um em estações de viagem, teatros, cinemas etc.

## Etimologia
O nome Buffet tem origem na Itália no início do século XVII.

## Descrição
O buffet tem mais ritmo e é mais animado do que um jantar sentado, pois tem mais variedade de pratos, vários estilos de menu e as pessoas podem andar de um lado para o outro.
O buffet, normalmente, é volante, permitindo um convívio animado e informal; podendo, no entanto, ser sentado. Destinam-se, normalmente, a eventos de empresa que visam ao convívio, normalmente de caráter interno.
A atividade de buffet, abrange, ainda, a preparação e o fornecimento dos diversos gêneros alimentícios.

## Bufê a domicílio
O serviço de buffet a domicílio é aquele realizado por uma equipe itinerante que vai até o local que o cliente escolheu para realizar um jantar ou um banquete. Alguns exemplos de cardápios oferecidos no bufê a domicílio são: buffet de crepe, de massas, de churrasco, de paelha, de pizzas, de risoto, de caldos, de feijoada etc. Mas há opções mais simples que envolvem apenas o ato de servir os convidados com salgadinhos preparados horas antes da festa, como coxinhas, quibes, risoles etc. Os serviços de buffet envolvem diversas formas de servir os convidados, muitas delas pouco usuais para a maioria das pessoas que contratam esse tipo de serviço. Uma das mais sofisticadas envolve diversos tipos de coquetéis com pratos gourmet. Uma boa opção são as variedades de finger food.

## Bufê infantil
Há, também, uma categoria específica, chamada de buffet infantil. São estabelecimentos cuidadosamente criados para a realização de festas de aniversários. Como as crianças são o foco destes estabelecimentos, o cardápio e a decoração, normalmente, são voltados para elas. E as festas são, na maioria das vezes, baseadas em determinado tema, como um desenho animado ou um super-herói.

## No Brasil

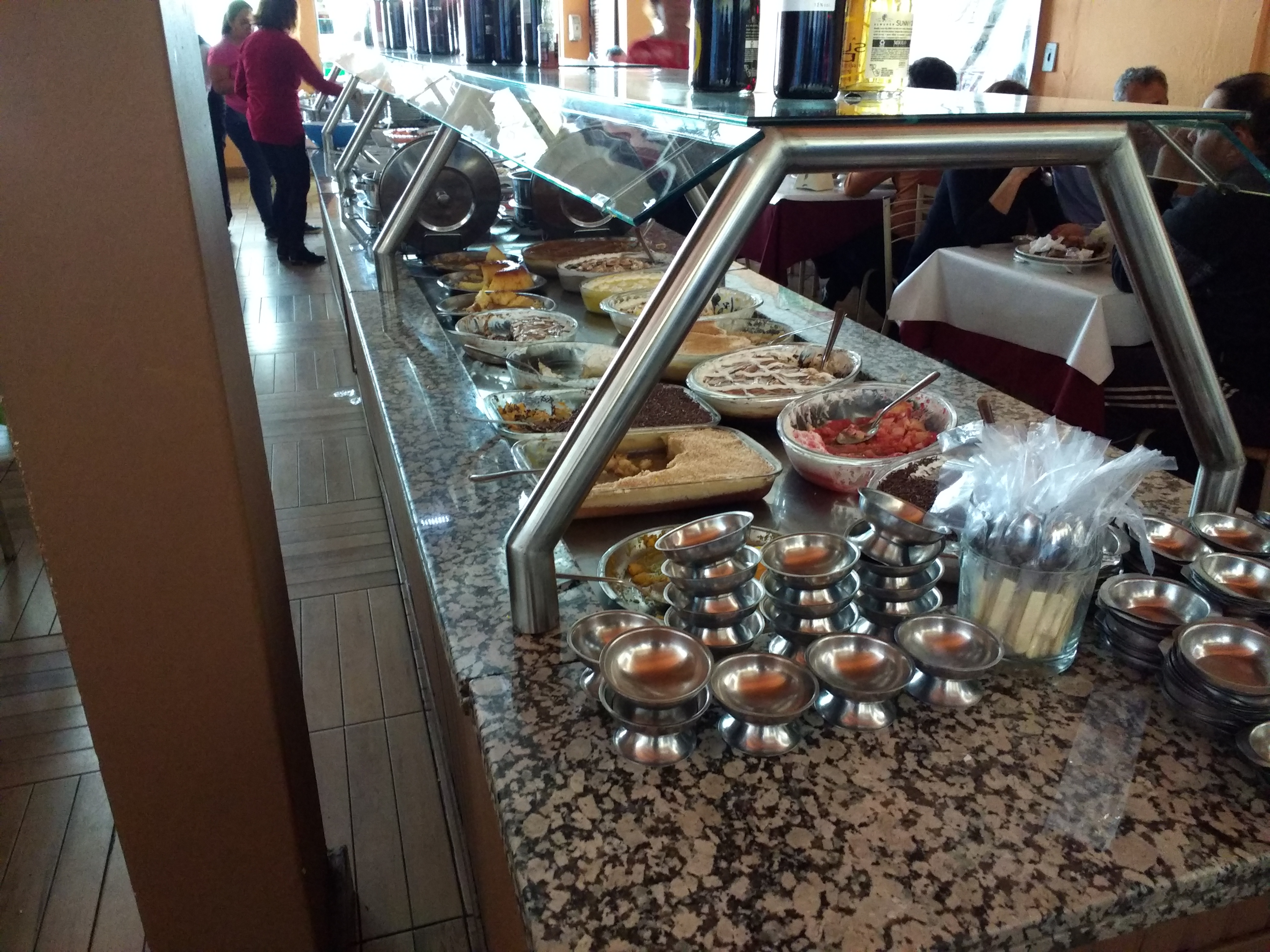
Bufê na cidade de Sant'Ana do Livramento

Segundo o Serviço Brasileiro de Apoio às Micro e Pequenas Empresas (SEBRAE), em 2011 o setor faturou, no Brasil, 950 milhões de reais e a tendência para o ano seguinte era de crescimento de 35 por cento.